# 酢酸鉄(II)
酢酸鉄(II)（さくさんてつ、英Iron(II) acetate）は鉄の酢酸塩で、化学式Fe(CH3CO2)2で表される。淡い茶色の固体で、酢酸第一鉄とも俗称される。水に易溶で、水溶液は淡い緑色になる。酢酸に鉄を溶かして作られ、媒染剤として染色に使われるほか、日本をはじめアジアの一部地域ではお歯黒として用いられた。